# 盧芹齋
盧芹齋（英語：C .T. Loo，1880年2月1日—1957年8月15日），生于浙江湖州盧家兜，初名盧煥文。他是一位备受争议的中国艺术品经销商。通过从中国非法出口大量文物，为许多收藏家和博物馆提供了大量来自中国的文物。

## 早年生活

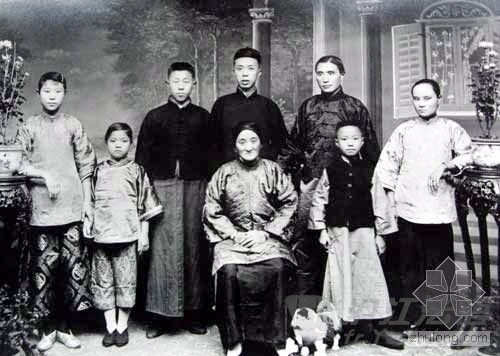
1900年的卢芹斋家庭，卢芹斋在后排右数第二个

卢芹斋出生于浙江湖州市卢家兜，他的家人自10世纪以来就生活在这个单姓村庄。10岁时，卢芹斋父亲去世，寄养于一个远方堂叔家，但十几岁时他决定去丝绸贸易中心南浔碰碰运气，随后便在南浔著名的张家当了一名仆人。1902年，22岁的卢芹斋陪同张家大少爷张静江和驻法公使孙宝琦前往巴黎，他们在巴黎开了一家运通公司，专门销售中国古玩瓷器，兼营丝茶绸缎。张静江先是安排卢芹斋去在一家茶馆当门卫，后来又在他的家族公司当学徒。张静江利用他在中国的关系为公司获取古董和艺术品并向外售卖，将收入全部捐给了孙中山以支援辛亥革命。1912年，张静江关掉运通公司，回到中国。卢芹斋继续留在巴黎，开办了一家古玩公司，低价收购中国文物和艺术品并高价卖给外国买主。当时上海的吴启周、北京的祝续斋，都是卢芹斋的供货商。

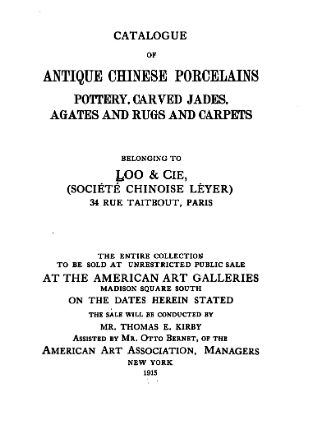
1915年，卢芹斋古董展览会名录

## 艺术品经销商
在运通公司当学徒时，卢芹斋便敏锐的察觉到，东亚艺术品正逐渐在欧美文物市场上变得受欢迎。1908年，卢芹斋在巴黎开设了自己的商店，名为“来源公司”，随后又在在北京和上海开设分店。最开始，卢芹斋提供一些年代较近的艺术品，例如清代的三色瓷器，由于他在运通公司工作时，与中国上层建立的政治关系，他可以大量供应这些艺术品。
辛亥革命之后，卢芹斋发现法国考古团对敦煌石窟的考古和报告使法国人对越来越对中国古代的文物和艺术品感兴趣。因此，卢开始提供年代更加久远的文物和艺术品来适应市场变化。他与沙畹、谢阁兰等法国汉学家成为朋友，并委托当时的法国敦煌考古队队长伯希和为其提供敦煌文物的名录。然而，1914年第一次世界大战爆发迫使他不能再通过西伯利亚往返中国，而是被迫经美国返回。1915年，他发现纽约的中国艺术品市场不断增长，于是决定在纽约设立新的分店。从饱受战争蹂躏的欧洲到新大陆的转变是有先见之明的，因为美国在1916年到1931年成为中国文物的主要进口国。
在纽约第五大道的古董店站稳脚跟后，卢通过其在中国的人脉开始大量进口珍贵文物和艺术品。在当时，纽约许多富有的收藏家都喜欢收藏亚洲艺术品，而许多博物馆也喜欢收藏中国的文物，比如大都会艺术博物馆、波士顿美术馆、弗里尔艺廊和费城艺术博物馆。除此以外，很多大学也愿意花大价钱去购买中国文物。对中国艺术品和文物的欢迎以至于包括卢在内的很多艺术品经销商，每年都会在纽约、伦敦和巴黎举办展览会。为了扩大自己的生意，卢芹斋努力与美国博物馆馆长和收藏家建立友好的关系。1915年至1917年间，他至少向六家博物馆赠送了礼物。例如，1917年7月，卢在北京给宾夕法尼亚大学考古学与人类学博物馆馆长乔治·拜伦写了一封信，信上说“如果我看到一些适合您尊贵的博物馆的好东西，我会写信给您“。他当时出售给博物馆的文物和艺术品在弗里尔艺廊、哈佛艺术博物馆和波士顿美术馆展出，其中包括易县三彩罗汉像、昭陵六骏中的飒露紫、拳毛䯄以及端方收藏的隋代画作。
1919年，第一次世界大战结束，卢芹斋也开始扩大自己的生意，并试图寻找长期买家。卢以40,000美元的价格向约翰·洛克菲勒三世出售一个唐代观音头像，不过交易并没有成功，而是被宾夕法尼亚大学买下了。不过，卢芹斋却是与洛克菲勒家族搭上了关系。中国艺术长达十年的繁荣随着1929年的金融危机而结束，到1931年，中国与美国的古董贸易量下降到1926年的一半左右。
直到1941年，随着美国市场的变化，卢芹斋也将自己的生意方向进行了调整。在西方，博物馆开始聘请策展人来深化和扩大其藏品，而大学则开发研究生课程，对东亚历史和艺术的研究变得更加专业和系统化。在中国，面临日本侵华和经济危机的国民政府将去往西方的文物巡回展览视为提升中国形象的一种方式，以此来增强中国的民族自豪感以及换取民众对中国的支持。卢的业务在1930年代后半期达到顶峰，因为他适应了这个复杂的市场，将他的国际艺术网络扩展到英国、法国、德国和美国。从1933年到1941年，卢每年都至少举办一个重要的展览或出版一个关于中国文物的出版物。他继续向早期的博物馆客户进行大量销售这个文物和艺术品，尤其是青铜器和雕塑。卢在堪萨斯城的纳尔逊-阿特金斯艺术博物馆的中国藏品收藏中发挥了重要作用，并与馆长史克门成为了好朋友并成为了长期客户。在文物展览方面，他最成功的展览之一是1939年在纽约举行的“中国玉三千年”，以此为中国难民筹集资金。然而，卢芹斋面临两个巨大的问题，一是抗日战争使得卢芹斋在中国的联系人几乎不可能找到好的文物，就算有也很难将其运送到美国。另一个问题是，卢芹斋的客户在减少，许多早期客户要么已经去世，要么对中国文物失去了兴趣。
尽管如此，卢还是找到了一位大客户，他是印第安纳州制药公司的礼来公司的董事长伊莱·利利，他为后来的印第安纳波利斯艺术博物馆收集了大量的亚洲艺术品。不过在合作了一段时间后，在1947年，因为卢以超过5万美元的价格出售一套利利认为只需要4万美元的宋代瓷器，而导致双方的的合作陷入停顿。不过利利最后还是以卢芹斋给出的价格购买了这一套瓷器，并将其捐给了博物馆。
随着第二次国共内战的爆发以及中华人民共和国的成立，卢芹斋在中国的生意网络被完全摧毁，他的一些同伙或是被捕亦或是担心被抓而逃跑，因此，他的艺术品经销商的生涯彻底结束。1950 年，卢芹斋被迫清算了他的公司大部分股票，将公司留给了他的长期同事和继任者Frank Caro。1957年8月15日，卢芹斋在瑞士锡永去世。他的遗体被送回巴黎，埋葬在他妻子的家族墓地中。

## 争议
1911年，清朝灭亡之后，连年的内战使得对中国政府对文物和古迹的保护和监管大大减少，与此同时西方对来自中国文物和艺术品的兴趣日益浓厚，这也给许多文物贩子可趁之机。卢芹斋在这一时期被指控不断倒卖和偷盗中国文物，并通过威逼利诱等方式从普通人手里强买他们收藏的文物。除此以外，卢芹斋还被指控从中国的古代墓葬、皇陵、园林、寺庙和石窟中进行掠夺。
卢芹斋盜卖最为著名的文物是昭陵六骏中的“飒露紫”和“拳毛䯄”，1918年这两尊石刻先是被卢芹斋盗卖到美国，后为实业家埃尔德里奇·R·约翰逊购得并捐给了给宾夕法尼亚大学博物馆。

## 軼事
林語堂當年因研發中文打字機傾家蕩產，後在盧芹齋資助下，“明快打字機”的原型才艱難問世。
陳夢家1940年代末在美國訪學期間，曾得到盧芹齋的幫助。陳夢家當時正籌劃寫一本關於中國青銅器的專著《中國海外銅器圖錄》（國立北平圖書館發行，1962年科學出版社改訂為《美帝國主義劫掠的我國殷周銅器集錄》），盧芹齋為他的研究提供便利，對他在各地參觀私人和公共博物館大開方便之門，還把自己的攝影師和攝影棚都給陳夢家使用，拍了850張文物圖片。